# (552033) 2013 RO98
(552033) 2013 RO98 est un objet transneptunien, faisant partie des objets épars, d'un diamètre estimé à 250 km.